# Bookmaker
Bookmaker je organizace nebo osoba, která stanovuje a upravuje sázkové kurzy, přijímá sázky a vyplácí výhry. Sázky se nejčastěji týkají sportovních soutěží či společenských událostí – například výsledky voleb či udílení cen.
Jako bookmaker se označuje kamenná či internetová sázková kancelář a fyzická osoba přijímající sázky. Dělí se na licencované a nelicencované. Licencovaní bookmakeři pracují v rámci sázkových kanceláří. Mezi nelicencované (též nelegální) patří lidé, kteří ve společnosti známých nebo přátel, kteří sledují sportovní utkání, nabízejí a přijímají sázky, které pak vyplácejí. Bookmakeři, kteří pracují v rámci sázkové kanceláře, nenesou riziko ztráty v případě stanovení špatného kurzu.
Úkolem bookmakera je stanovovat pravděpodobnost určité události (např. výhry jednoho ze soupeřů) a nabídnout trhu co nejnižší kurz, který by sázející přijali. Kurz sestavuje na základě zkušeností a získaných informací. Rozdíl mezi optimální situací a vypsaných kurzem je marží bookmakera. Bookmakeři se obvykle specializují na určité sporty či konkrétní soutěže. V sázkových kancelářích se dělí na hlavního bookmakera a řadové bookmakery. Hlavní bookmaker přímo nestanovuje jednotlivé kurzy, řídí, určuje a plánuje práci.